# Collection Klemm

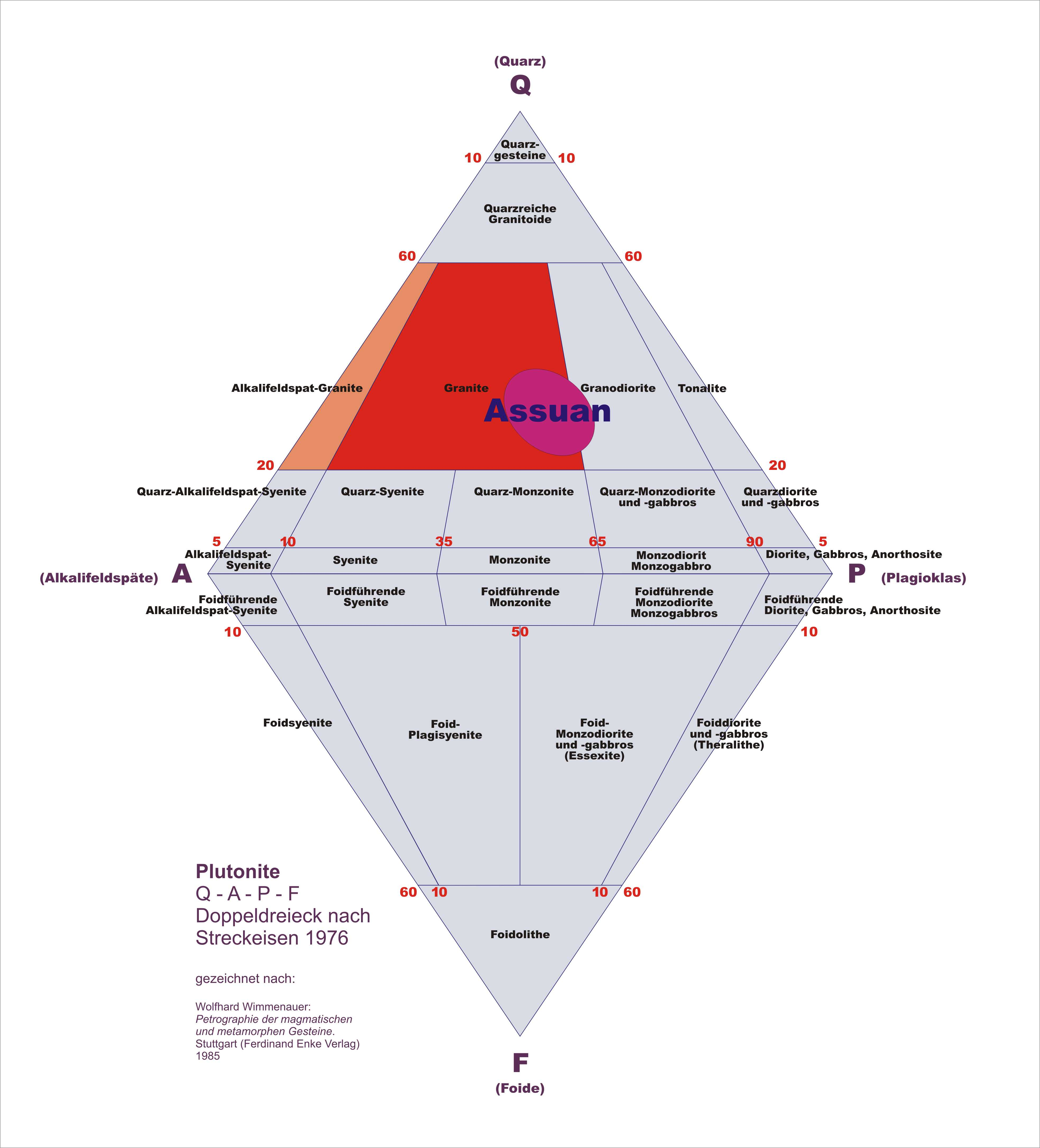
Classification pétrographique des granites rouges d’Assouan dans le diagramme du fer d’étirement.

La Collection Klemm, déposée au British Museum de Londres, comprend des milliers d’échantillons de roches en provenance de sites de carrières égyptiennes. Cette collection a été rassemblée par l’égyptologue Rosemarie Klemm et le géologue Dietrich D. Klemm, qui appartiennent tous deux à l’université Louis-et-Maximilien de Munich. La comparaison avec ces échantillons de roches peut permettre d’identifier, avec certitude ou probabilité, l’origine de la pierre utilisée dans l’Égypte ancienne pour l’architecture, les statues et les inscriptions.
Avant son dépôt au Musée, cette collection a été consultée en 1999 lors de la conservation de la pierre de Rosette. L’étude a montré une ressemblance étroite avec la roche d’une petite carrière de granodiorite dans le Djebel Tingar sur la rive occidentale du Nil, à l’ouest d’Éléphantine dans la région d’Assouan ; la veine rose qui traverse la partie supérieure de la pierre de Rosette a également été considérée comme typique de la granodiorite de cette région.